# Stylogaster horvathi
Stylogaster horvathi är en tvåvingeart som beskrevs av Szilady 1926. Stylogaster horvathi ingår i släktet Stylogaster och familjen stekelflugor.
Artens utbredningsområde är Costa Rica. Inga underarter finns listade i Catalogue of Life.